# 中華人民共和國人大代表獨立候選人

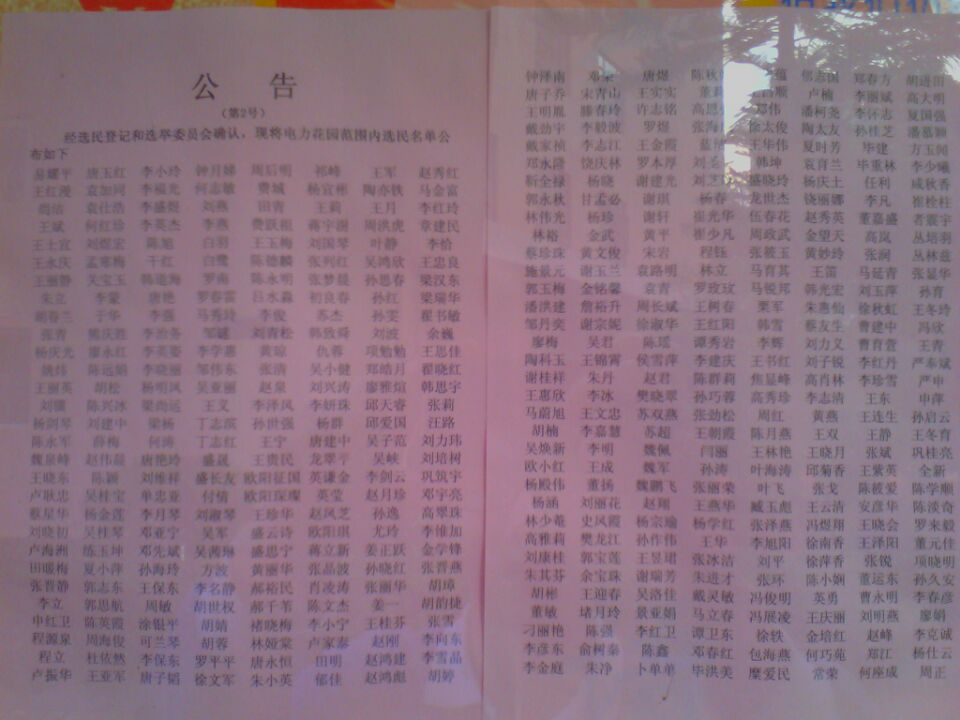
中華人民共和國國內的一份選民名單

中華人民共和國人大代表獨立候選人是指1990年代後期開始出現的沒有中華人民共和國官方背景的人大代表候選人。不過，這些獨立候選人中成功當選的人卻被認爲是「屈指可數」。另外，立場親中共的媒體也對他們的動機提出了質疑。

## 概況
長久以來，中華人民共和國的人大代表選舉被指責爲「走過場」，「當選人始終是當局內定的人」。

## 成功案例
1998年，姚立法以「自薦參選人」的身份成功當選當屆湖北省潛江市的人大代表。

### 1998年
姚立法从1987年开始，先后四次自荐参选潜江市人大代表，最终在1998年高票当选。在任五年期间，追查荊州、仙桃、天門三市教师工资一亿元白条事件，关注村官被非法撤换事件，弹劾民政局局长事件等，得到了很大反响。由1998年11月28日當選後至2004年1月6日卸任期間，均受到中國以至海外媒體的注意，包括《南风窗》、《南方周末》、《中國青年報》、《紐約時報》、《華盛頓郵報》等。

### 2003年
2003年，司马南曾以独立身份参选北京东城区人大代表并获选，同年在深圳也有類似的成功案例。

### 2006-2007年
河北一位农村妇女王淑荣通过自荐的方式，在20年時間內數次參加人大代表選舉，最終在2007年当选香河县人大代表。
据美国政府主办的美国之音报导，2012年北京地區的部分獨立候選人舉行了新年聚會。

## 失败案例
雖然中華人民共和國的法律規定公民有選舉權和被選舉權，但是，据香港明报及美国政府主办的美国之音报道称，獨立候選人在選舉中卻受到了當局不同程度的打壓。有獨立候選者受到了當局的威脅，甚至有人受到拘禁和毆打。

### 2003年
潜江市人大代表姚立法（任期：1999至2004年）在2003年推舉40位自薦村民參與人大代表競選，但全部落敗。此次自薦人之多，受國內媒體注意。2003年，在潜江市人大代表的换届选举中，总人口不过100万的潜江市涌现出32名自荐候选人竞争参与选举，开创了1949年以后潜江市民主风气之先。因为地方政府惧怕这些不受政府意志控制的候选人，通过行政强行非法操作，导致32名候选人无一人当选。选举结束后，姚立法马上向《南方周末》等多家報社、省人大等反映选举过程中地方政府违规操作的全过程，并向全国人大提交申诉状。

### 2006至2007年
据台湾中央广播电台、自由亚洲电台报道称，在2006年中華人民共和國人大代表選舉，102位中國泛藍聯盟成員作为中國國民黨精神黨員个人身份，獨立參選並製作了大量「從揭露執政黨腐敗弊端到以東西德模式統一」的選舉綱領，並選舉名片和文化衫挨家挨戶發放，後均遭有关机构約談勸退，其中，文炎、蔡愛民、倪江峰、左曉環等拒不退出的泛藍參選人分別被不明身份人士暴力毆打，軟禁在家或被開除公職，中國國民黨精神黨員參選被迫中止。

### 2011至2012年
2011年，中華人民共和國啓動縣鄉級人大代表選舉時出現了一批獨立候選人。這些獨立候選人的身份包括下崗工人、普通市民和學生，也有作家、教授、記者、律師和資訊業人士。其中比較知名的有李承鵬、夏商、梁樹新。李承鵬甚至組織了陣容強大的助選團。但最後當選的獨立候選人卻寥寥無幾。大部分獨立候選人在初選中就被淘汰。
2011年11月，北京区县人大代表选举中总共有六千多名候选人，而包括学者熊伟、乔木、法律人士许志永和访民等在内的二十多名代表社会“不同声音”的独立参选人全部被“选民小组代表”提前剔除掉。独立参选人抨击“选民小组代表”“初选”过程黑箱操作，筛选过程从不对所有选民或参选人公布，外界无从知晓一些参选人被剔除的原因。。
据美國之音報道，獨立候選人之一、新余鋼鐵公司職工魏忠平在2012年2月28日被強制帶到鐵坑鐵礦，並受到多人24小時監守。他在被拘期間遭到多人毆打，導致了左耳急性中耳炎、以及三根肋骨和橫突骨的骨折。他在被打後到3月17號獲釋的13天內多次要求治療卻無果。當地支持獨立候選人的律師也遭到了毆打。另外，貴州省獨立參選人幸清賢在2011年11月1日得知，他已經在初選中被“淘汰”。幸清賢認為初選過程不公正。例如，有當地民眾反映，參加初選提名的人都是領導指定的，到會的每個“推薦人”都得到了20元補助費。他還說，他散發競選傳單的行爲被當地派出所指責爲「擾亂秩序」。
在北京，獨立參選人北京交通大學教授張映偉也宣佈退出2011年的人大代表競選。獨立候選人最終全部被淘汰。

### 2014年
北京海淀區的獨立人大參選人韓穎成功獲推薦為初步候選人，但不被確定為正式候選人，原因不明。昌平的李昆鵬提出參選後﹐被本選區的鎮領導談話﹐要求其退出參選﹐而李昆鵬拒絕。貴州省獨立參選人幸清賢11月1號得知﹐他已經在初選中被“淘汰”。北京交通大學教授﹐獨立參選人張映偉﹐已經正式宣佈退出此次人大代表競選。他說﹐在目前情況下他沒有當選的可能。

### 2016至2017年
2016年上海、北京和湖北的獨立候選人不僅無法進行合法的宣傳活動，還頻遭騷擾、圍堵、監管，甚至扣押。
上海維權人士、基層人大代表選舉獨立候選人馮正虎與助選志工徐佩玲、崔福芳、戴中耀、鄭培培、範桂娟，因為向選民派發宣傳單張《馮正虎向選民拜票》，而遭到街道工作人員的阻止，隨後被警方帶走，以連續盤問方式變相扣押他，導致在11月16日選舉日之前無法進行競選宣傳。北京市有32位獨立候選人聯合發表參選宣言；從10月14日開始，當中18名北京市的獨立候選人開始被約談和軟禁在家。湖北潛江的姚立法堅持獨立參選基層人大代表，11月1日起被帶走。

### 2021至2022年
2021年10月15日，709案律师家属王峭岭、李文足、刘二敏等14名北京市民宣布参选县人大代表，后遭当局打压，无法正常开展竞选活动，最终在同年11月1日宣布退选。

## 評論

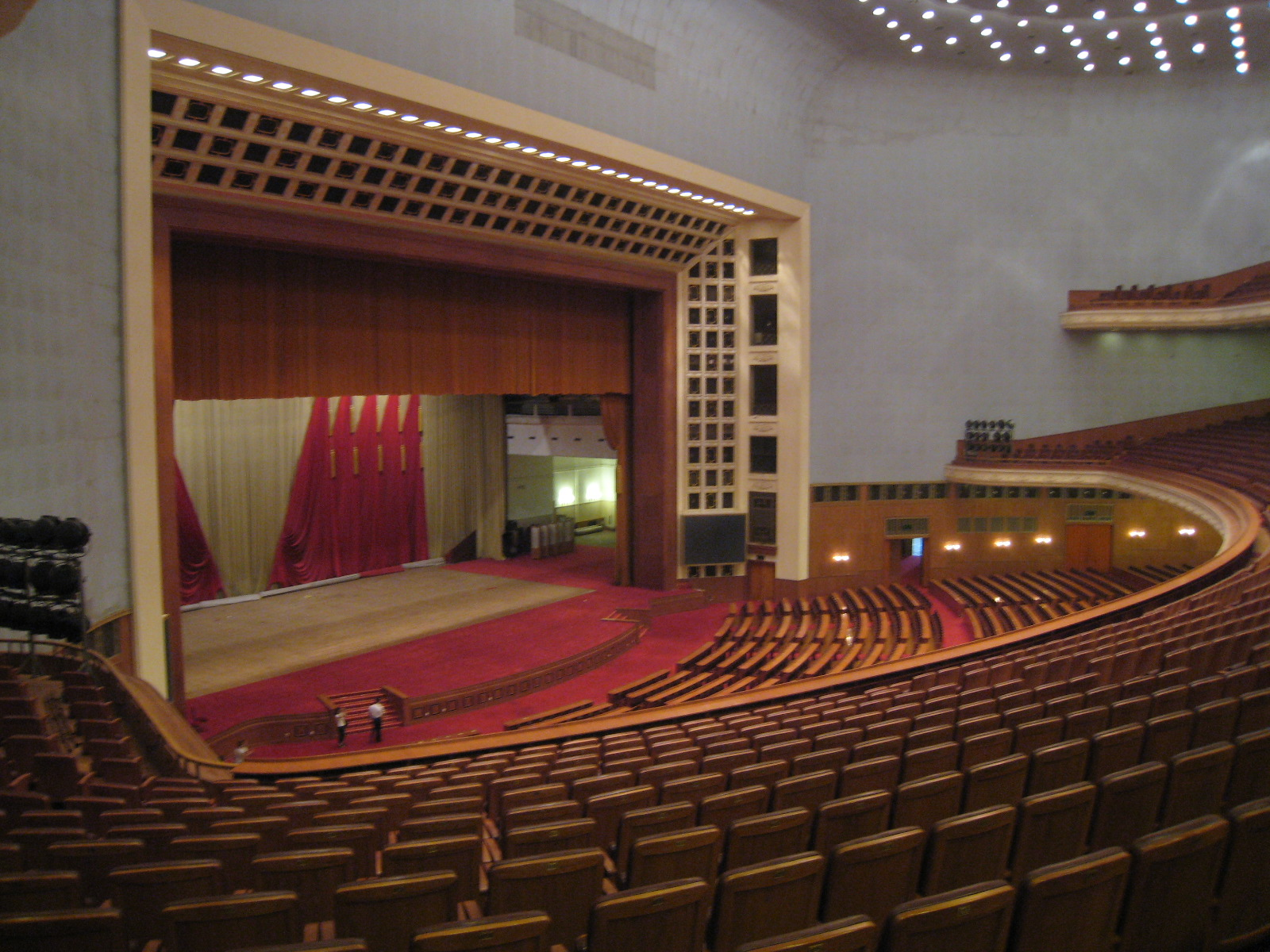
中華人民共和國全國人民代表大會議場

### 正面
中華人民共和國憲法學教授童之偉對獨立候選人的出現發表評論，稱「（人大代表獨立候選人）是在計劃政治原野上點燃了市場政治的火炬。」

### 負面
有親中共的觀點認爲，部分獨立候選人「別有圖謀」，試圖顛覆「現有政權」。

### 其它評論
全国人大常委会法制工作委员会負責人在接受中國網絡電視臺的採訪時表示「中華人民共和國只有經由協商後得以提名的『正式候選人』...没有所谓的『独立候选人』。『独立候选人』没有法律依据。」
有人認爲，在中華人民共和國現有制度下，獨立候選人這一途徑是「走不通的」。

### 引用
1. 1 2 3 4 5  . BBC.   [2014-07-13]. （原始内容存档于2011-11-21）.
2. ↑  . 美国之音. 2009-11-05  [2010-03-19]. （原始内容存档于2013-04-28）.
3. 1 2 3 4  . 大公網.   [2014-07-12]. （原始内容存档于2014-07-14）.
4. ↑  章剑锋. . 新浪新闻 (南风窗). 2009-08-04  [2023-03-21]. （原始内容存档于2012-06-29）.
5. ↑  .   [2014-07-12]. （原始内容存档于2014-07-14）.
6. ↑  李增辉. . 人民日报. 2008-02-28  [2022-02-14]. （原始内容存档于2022-02-14）.
7. ↑  . VOA.
8. ↑  . 多維新聞.   [2014-07-12]. （原始内容存档于2014-07-14）.
9. 1 2 3 4  . VOA.   [2014-07-12]. （原始内容存档于2014-07-15）.
10. ↑  .   [2014年7月18日]. （原始内容存档于2014年7月15日）.
11. ↑  .   [2014-07-18]. （原始内容存档于2014-07-20）.
12. ↑  . 联合早报. 2011-11-07  [2023-02-14]. （原始内容存档于2013-04-28）.
13. ↑  . VOA.   [2014-07-12]. （原始内容存档于2014-07-15）.
14. ↑  . 美國之音. 2016-11-16  [2025-05-19].
15. ↑  . 法国国际广播电台. 2021-11-01  [2021-11-01]. （原始内容存档于2021-12-26）.
16. ↑  .   [2014-07-12]. （原始内容存档于2015-09-23）.
17. ↑  . 中國網路電視臺.   [2014-07-12]. （原始内容存档于2014-07-26）.

## 外部連結
- . 新華網.   [2014-07-12]. （原始内容存档于2011-12-07）.